# Serin/treonin kinaza receptorskog proteina
Serin/treonin kinaza receptorskog proteina (EC 2.7.11.30, aktivinska receptorska kinaza, receptor tip I serin/treonin proteinska kinaza, receptor tip II serin/treonin proteinska kinaza, STK13, TGF-beta kinaza, receptor serin/treonin proteinska kinaza) je enzim sa sistematskim imenom ATP:(receptor-protein) fosfotransferaza. Ovaj enzim katalizuje sledeću hemijsku reakciju
ATP + [receptor-protein] {\displaystyle \rightleftharpoons } ADP + [receptor-protein] fosfat
Transformišući faktor rasta beta (TGF-beta) familija citokina koja reguliše ćelijsku proliferaciju, diferencijaciju, prepoznavanje i smrt. Prenos signala se odvija putem vezivanja liganda za tip II receptor, koji je konstitutivno aktivna kinaza. Vezani TGF-beta zatim prepoznaje receptor I, koji se fosforiliše i tim putem se signal dalje prenosi.

## Literatura
- Nicholas C. Price; Lewis Stevens (1999). Fundamentals of Enzymology: The Cell and Molecular Biology of Catalytic Proteins (Third изд.). USA: Oxford University Press. ISBN 019850229X.
- Eric J. Toone (2006). Advances in Enzymology and Related Areas of Molecular Biology, Protein Evolution (Volume 75 изд.). Wiley-Interscience. ISBN 0471205036.
- Branden C; Tooze J. Introduction to Protein Structure. New York, NY: Garland Publishing. ISBN 0-8153-2305-0.
- Irwin H. Segel. Enzyme Kinetics: Behavior and Analysis of Rapid Equilibrium and Steady-State Enzyme Systems (Book 44 изд.). Wiley Classics Library. ISBN 0471303097.

## Spoljašnje veze
- Receptor+protein+serine/threonine+kinase на 